# William Loud Bendigo International 2012
Il William Loud Bendigo International 2012 è stato un torneo di tennis facente parte della categoria ITF Men's Circuit nell'ambito dell'ITF Men's Circuit 2012 e dell'ITF Women's Circuit nell'ambito dell'ITF Women's Circuit 2012. Sia il torneo maschile che quello femminile si sono giocati a Bendigo in Australia dal 29 ottobre al 4 novembre 2012 su campi in cemento.

## Vincitori

### Singolare maschile
John Millman ha battuto in finale  Benjamin Mitchell con il punteggio di 6–3, 6–3

### Doppio maschile
Adam Feeney /  Matt Reid hanno battuto in finale  Matthew Barton /  Michael Look con il punteggio di 6–1, 3–6, [14–12]

### Singolare femminile
Arina Rodionova ha battuto in finale  Olivia Rogowska con il punteggio di 6–4, 7–5

### Doppio femminile
Ashleigh Barty /  Sally Peers hanno battuto in finale  Cara Black /  Arina Rodionova con il punteggio di 7–612, 7–65